# St. Margarets Kirke
St. Margarets kirke er en anglikansk kirke i City of Westminster i London. Den ligger ved siden af Westminster Abbey på Parliament Square og er sognekirke for Det britiske parlament. Kirken er viet til Margaret af Skotland.
Den første kirke på stedet blev grundlagt i det 12. århundrede som en katolsk sognekirke for området omkring Westminster Abbey. Den blev bygget på ny mellem 1486 og 1523. I 1614 bestemte puritanerne, som var misfornøjet med den højkirkelige Westminster Abbey, at den skulle være sognekirke for parlamentet. 
Det nordvestlige tårn blev bygget af John James fra 1734 til 1738, og hele kirken blev beklædt med portland-sten. Både den østlige og den vestlige portiko blev bygget til senere. I 1877 blev interiøret kraftigt ændret af sir George Gilbert Scott, men mange elementer fra Tudortiden er bevaret.
Blandt seværdigheder i kirken er østvinduet fra 1509 med flamsk glasmaleri, som blev indsat til minde om forlovelsen mellem Katharina af Aragonien og Arthur Tudor. Der er også vinduer til minde om William Caxton, Englands første trykker som blev begravet i kirken i 1492; sir Walter Raleigh som blev begravet der i 1618 og digteren John Milton som tilhørte menigheden. 
Kirken bruges til bryllupper i de øvre samfundslag, og blandt andet blev Samuel Pepys og sir Winston Churchill gift her. 
I 1987 blev kirken sammen med Westminster Abbey og Palace of Westminster en del af UNESCOs Verdensarvsliste.
51°30′0″N 0°7′37″V / 51.50000°N 0.12694°V